# Cliffside Park
Cliffside Park és una població dels Estats Units a l'estat de Nova Jersey. Segons el cens del 2007 tenia 22.830 habitants.

## Demografia
Segons el cens del 2000, Cliffside Park tenia 23.007 habitants, 10.027 habitatges, i 6.036 famílies. La densitat de població era de 9.253,2 habitants/km².
Dels 10.027 habitatges en un 21,9% hi vivien nens de menys de 18 anys, en un 46,2% hi vivien parelles casades, en un 9,8% dones solteres, i en un 39,8% no eren unitats familiars. En el 33,8% dels habitatges hi vivien persones soles el 13,8% de les quals corresponia a persones de 65 anys o més que vivien soles. El nombre mitjà de persones vivint en cada habitatge era de 2,29 i el nombre mitjà de persones que vivien en cada família era de 2,95.
Per edats la població es repartia de la següent manera: un 16,9% tenia menys de 18 anys, un 7,4% entre 18 i 24, un 33,6% entre 25 i 44, un 23,8% de 45 a 60 i un 18,4% 65 anys o més.
L'edat mediana era de 40 anys. Per cada 100 dones de 18 o més anys hi havia 90,6 homes.
La renda mediana per habitatge era de 46.288 $ i la renda mediana per família de 54.915 $. Els homes tenien una renda mediana de 40.114 $ mentre que les dones 36.100 $. La renda per capita de la població era de 28.516 $. Aproximadament el 8,5% de les famílies i el 10,7% de la població estaven per davall del llindar de pobresa.

## Poblacions properes
El següent diagrama mostra les poblacions més properes.